# Хей, Том
То́мас Хей (англ. Thomas Hay; июль 1858 — 10 января 1940), также известный как Том Хей (англ. Tom Hay) — английский футболист, вратарь.

## Футбольная карьера
Родился в Стейвли, Дербишир. Начал карьеру в клубе «Стейвли», где играл на позиции центрфорварда. В октябре 1883 года перешёл в «Болтон Уондерерс», где играл на уже на позиции вратаря (5 матчей в Кубке Англии). Затем выступал за «Грейт Ливер», «Халлиуэлл» и «Берзлем».
В сентябре 1887 года стал игроком клуба «Ньютон Хит». В сезоне 1887/88 сыграл за команду в 39 товарищеских матчах. В следующем сезоне, когда Ньютон Хит вступил в лигу под названием Комбинация, Хей провёл за команду 11 матчей в Комбинации и 33 товарищеских матча. В следующем сезоне выступал за «Ньютон Хит» в Футбольном альянсе. 18 января 1889 года сыграл за «Ньютон Хит» в матче Кубка Англии против «неуязвимой» команды «Престон Норт Энд», выигравшей в том сезоне «дубль» (победы в Футбольной лиге и в Кубке Англии). Также в сезоне 1889/90 провёл за команду 15 матчей в Футбольном альянсе, 1 матч в Большом кубке Ланкашира, 19 товарищеских матчей.
Перед началом сезона 1890/91 перешёл в «Аккрингтон». Выступал за команду на протяжении трёх сезонов в Футбольной лиге, сыграв 78 матчей в чемпионате и Кубке Англии.
В сезоне 1893/94 провёл 1 матч за клуб «Бертон Свифтс» во Втором дивизионе Футбольной лиги.

## Статистика выступлений
| Клуб             | Сезон            | Дивизион          | Лига | Лига | Кубок | Кубок | Итого | Итого |
| Клуб             | Сезон            | Дивизион          | Игры | Голы | Игры  | Голы  | Игры  | Голы  |
| ---------------- | ---------------- | ----------------- | ---- | ---- | ----- | ----- | ----- | ----- |
| Болтон Уондерерс | 1883/84          | нет               | 0    | 0    | 5     | 0     | 5     | 0     |
| Болтон Уондерерс | Итого            | Итого             | 0    | 0    | 5     | 0     | 5     | 0     |
| Ньютон Хит       | 1888/89          | Комбинация        | 11   | 0    | 0     | 0     | 11    | 0     |
| Ньютон Хит       | 1889/90          | Футбольный альянс | 15   | 0    | 1     | 0     | 16    | 0     |
| Ньютон Хит       | Итого            | Итого             | 26   | 0    | 1     | 0     | 27    | 0     |
| Аккрингтон       | 1890/91          | Футбольная лига   | 21   | 0    | 3     | 0     | 24    | 0     |
| Аккрингтон       | 1891/92          | Футбольная лига   | 26   | 0    | 3     | 0     | 29    | 0     |
| Аккрингтон       | 1892/93          | Первый дивизион   | 23   | 0    | 2     | 0     | 25    | 0     |
| Аккрингтон       | Итого            | Итого             | 70   | 0    | 8     | 0     | 78    | 0     |
| Бертон Свифтс    | 1893/94          | Второй дивизион   | 1    | 0    | 0     | 0     | 1     | 0     |
| Бертон Свифтс    | Итого            | Итого             | 1    | 0    | 0     | 0     | 1     | 0     |
| Всего за карьеру | Всего за карьеру | Всего за карьеру  | 97   | 0    | 14    | 0     | 111   | 0     |